# Devil (Super Junior)
Devil è un album di raccolta del gruppo musicale sudcoreano Super Junior, pubblicato nel 2015.

## Tracce
1. Devil – 3:36
2. Simply Beautiful – 4:03
3. Stars Appear... (별이 뜬다) – 3:45
4. Good Love – 3:20
5. We Can (performed by SJ-K.R.Y.) – 3:58
6. Don't Wake Me Up (performed by SJ-D&E) – 3:08
7. Love At First Sight (첫눈에 반했습니다) (performed by SJ-T) – 3:44
8. Forever With You (每天) (performed by SJ-M) – 3:12
9. Rock'n Shine! – 3:55
10. Alright – 3:55

Edizione Repackaged
1. Magic – 3:35
2. Devil – 3:36
3. Simply Beautiful – 4:03
4. You Got It (놈, 놈, 놈) (performed by Leeteuk, Heechul, Yesung, Eunhyuk and Donghae) – 4:23
5. Dorothy (도로시) (performed by SJ-K.R.Y.) – 4:24
6. Sarang♥ (performed by Leeteuk and Heechul) – 3:17
7. Stars Appear... (별이 뜬다) – 3:45
8. Good Love – 3:20
9. We Can (performed by SJ-K.R.Y.) – 3:58
10. Don't Wake Me Up (performed by SJ-D&E) – 3:08
11. Love At First Sight (첫눈에 반했습니다) (performed by SJ-T) – 3:44
12. Forever With You (每天) (performed by SJ-M) – 3:12
13. Rock'n Shine! – 3:55
14. Alright – 3:55